# Zhang Shujing
Zhang Shujing (chinesisch 张淑晶, Pinyin Zhāng Shūjīng; * 13. September 1978) ist eine chinesische Langstreckenläuferin, die sich auf den Marathon spezialisiert hat.
2000 wurde sie beim Berlin-Marathon Dritte. Ihre Bestzeit stellte sie 2002 mit 2:23:17 h als Dritte beim Peking-Marathon auf. 2003 siegte sie beim Seoul International Marathon.
Bei den Weltmeisterschaften 2003 in Paris und bei den Olympischen Spielen 2004 in Athen wurde sie im Marathon jeweils Zwölfte.
2006 wurde sie Zweite beim Düsseldorf-Marathon.
Bei den Weltmeisterschaften 2007 in Osaka wurde sie Elfte und holte Silber in der Mannschaftswertung.